# 김현경 (1964년)
김현경(1964년 ~)은 대한민국의 MBC 기자이다.

## 학력
- 이화여자대학교 불어불문학과  학사
- 북한대학원대학교 박사

## 경력
- 1986년 : MBC 아나운서 입사
- 1995년 2월 : MBC 통일부 기자
- MBC 보도국 통일외교부 민족문제전문기자
- MBC 통일전망대 팀장
- 2008년 ~ 2010년 : 한국여기자협회 부회장
- MBC 논설위원
- 2017년 12월 : MBC 보도본부 통일방송추진단장
- 2020년 3월 ~ : MBC 통일방송연구소 소장

## 방송
- 1989년 ~ 2018년 9월 8일 : MBC TV 통일전망대